# Karabinek Talk-1
Talk-1 – polski samopowtarzalny karabinek sportowy. Według założeń miał być bronią pierwszego kontaktu dla przyszłych żołnierzy Ludowego Wojska Polskiego, stąd zewnętrznie upodobniony został do karabinu automatycznego AKM. Nie produkowany seryjnie.
Talk-1 był bronią samopowtarzalną. Działał na zasadzie odrzutu zamka swobodnego. Strzelał z zamka zamkniętego wyłącznie ogniem pojedynczym. Mechanizm uderzeniowy kurkowy. Bezpiecznik nastawny chroniący przed strzałami przypadkowymi  w położeniu "broń zabezpieczona" unieruchamiał zamek i spust. Karabinek standardowo wyposażony był w mechaniczne przyrządy celownicze składające się z regulowanej muszki w osłonie i celownika krzywkowego.
"TALK-1" był skonstruowany w OBR RADOM (Ośrodek Badawczo-Rozwojowy) w 1985r/1986r. Dokumentację partii próbnej przedstawiono do zatwierdzenia wiosną 1986r. w 2 wersjach automatycznych tj. "5,6mm karabinek szkoleniowy typ AKMS" nr dokumentacji 120-00-000 oraz "5,6mm karabinek szkoleniowy" o nr dokumentacji 119-00-000. Różniły się tym, że "typ AKMS" posiadał kolbę składaną jak w 7,62x39 AKMS a drugi miał kolbę drewnianą (sklejka) w wersji podstawowej jak w 7,62x39 AKM.
Zostały wykonane egzemplarze próbne wg relacji i wspomnień  rozeszły się one po jednostkach wojskowych,  wiadomo że w 1995 w zakładach pozostały 2 szt. wzorcowe z tej partii.
Różnice konstrukcyjne względem AKM: sprężyny mechanizmu spustowego i uderzeniowego o zmniejszonych siłach, nowa obsada lufy z wyrzutnikiem i prowadzeniem magazynka, nowy zespół zamka, nowa ramka celownika (inna podziałka).
Około roku 1996 powrócono do idei karabinka AKM kalibru 22LR. W Zakładach Metalowych "Łucznik" im. Generała Waltera w Radomiu na dziale doświadczalnym "T1" wykonano partię ok. 110 szt. karabinków pod nazwą TALK-2. Partię wykonano podstawie dokumentacji 119-00-000 z naniesionymi poprawkami między innymi uwzględniającymi wymagania rynku cywilnego dot. usunięcia spustu samoczynnego przez co karabinek może strzelać tylko ogniem pojedynczym, zmianą korpusu magazynka (zastosowano zewnętrzny skrócony  plastikowy magazynek od AKM zamiast metalowego, pojemność magazynka wewnętrznego zmniejszono do 10szt naboi) bez innych istotnych zmian konstrukcyjnych.
Karabinek TALK-2 w wyniku zastosowania długiej (437mm) o wysokiej jakości kutej, chromowanej, lufy charakteryzował się  bardzo dobrymi wynikami strzelania amunicją HV jednakże ze względów bezpieczeństwo wymagało to zwiększenia masy zamka, w wersji handlowej na rynek cywilny został przystosowany do amunicji standard.